# 植草学園大学
植草学園大学（うえくさがくえんだいがく、英語: Uekusa Gakuen University、公用語表記: 植草学園大学）は、千葉県千葉市若葉区小倉町1639番3に本部を置く日本の私立大学。1904年創立、2008年大学設置。

## 概要
発達教育学部（1学科4コース）と保健医療学部（1学科2専攻）、看護学部（1学科）を擁する小規模大学である。
建学の精神は、「徳育を教育の根幹として、国を愛し、心の豊かな、たくましい人間の形成をめざすとともに、誠実で道徳的実践力のある人材を育成する」としている。「インクルーシブを学び、実践する学園」を標榜している。

## 沿革
- 1904年（明治37年） -  千葉和洋裁縫女学校の開設[3]
- 1972年（昭和47年） -  植草幼児教育専門学院の開設
- 1976年（昭和51年） -  植草幼児教育専門学校へ改称
- 2008年（平成20年） -  植草学園大学開学[4]
- 2020年（令和2年）　-   リハビリテーション学科　作業療法学専攻設置
- 2025年（令和7年）　-   看護学部看護学科設置

## 学部
- 発達教育学部
  - 発達支援教育学科
    - 小学校教育コース
    - 特別支援教育コース
    - 幼児教育・保育コース
    - 発達教育・心理コース（2年次より、小学校教育コース、幼児教育・保育コースの学生が選択可）
- 保健医療学部
  - リハビリテーション学科
    - 理学療法学専攻
    - 作業療法学専攻
- 看護学部（令和7年4月開設）
  - 看護学科

## 交通アクセス
- JR総武本線都賀駅下車、東口4番バス乗り場より「植草学園大学」行きバス乗車約15分、「植草学園大学」バス停下車すぐ。
- JR千葉駅下車、東口11番バス乗り場より「植草学園大学」行きバス乗車約35分、「植草学園大学」バス停下車すぐ。(桜木駅入口付近より都賀駅を経由して大学に向かうので多少時間がかかる)
- 千葉都市モノレール2号線千城台北駅下車。徒歩10分。